# Álvaro Filho
Álvaro Magliano de Morais Filho (João Pessoa, 27 de novembro de 1990) é um jogador de voleibol de praia brasileiro, medalhista de prata no Campeonato Mundial Juvenil em 2009 e 2010, e na categoria adulto em 2013.

## Carreira
Formou dupla com Vitor Felipe no Campeonato Mundial Juvenil de 2009, conquistando a medalha de prata, repetindo o resultado em 2010. Em 2009, ao lado de Vitor Felipe, conquistou a medalha de prata nos Jogos Sul-Americanos de Praia. Além destes resultados, obtiveram títulos no Circuito Estadual Banco do Brasil em 2009 e títulos nacionais da categoria sub-21 e sub-19.
Em 2011, mudou de parceiro e passou a jogar ao lado do Moisés Santos, obtendo como melhor resultado o quarto lugar no Aberto de Quebec. No ano seguinte, disputou o Aberto de Brasília ao lado de Benjamin Insfran, mas não teve êxito. Na temporada 2011-12, foi campeão da etapa do Chile e vice-campeão da etapa brasileira do Circuito Sul-Americano e com Luciano Ferreira conquistaram a medalha de bronze na edição do Campeonato Mundial Universitário de Vôlei de Praia de 2012 realizado em Maceió. No ano de 2013, jogou ao lado de Thiago Barbosa duas etapas do Circuito Sul-Americano, terminando no quarto lugar na etapa do Chile e conquistando o ouro na etapa do Peru.
Ainda em 2013, formou dupla com o campeão olímpico Ricardo e no Aberto de Fuzhou terminaram na quarta posição, obtendo o bronze no Grand Slam de Xanguai em seguida. No Grand Slam de Corrientes, concluíram na quinta posição e no Grand Slam de Haia, não foram bem, terminando na nona colocação. Melhoraram suas performances no Grand Slam de Roma, com novo quinto lugar, utilizando o torneio como preparação para o Campeonato Mundial de 2013. Com boa campanha, perdendo apenas um jogo na fase classificatória, chegaram a semifinal e enfrentaram Alison e Emanuel, vencendo por 2 sets a 0 (21-14, 22-20). Alvinho chegou a sua primeira final na categoria adulta do mundial, perdendo para os holandeses Alexander Brouwer e Robert Meeuwsen por 2 a 0 (21/18 e 21/16).
Em 2017 jogando com Saymon Barbosa conquistou pela primeira vez a medalha de ouro na segunda edição do Campeonato Mundial de Vôlei de Praia realizado no Rio de Janeiroe foi premiado como o Melhor Jogador (MVP) da competição.

## Títulos e resultados
- 2013 - Campeão do Grand Slam de Gstaad,  Suíça
- 2013 - 5º Lugar no Grand Slam de Corrientes,  Argentina
- 2013 - 3º Lugar no Grand Slam de Xanguai,  China
- 2013 - 4º Lugar no Aberto de Fuzhou,  China
- 2013 - Campeão da etapa peruana do Circuito Sul-Americano
- 2013 - 4º Lugar na etapa chilena do Circuito Sul-Americano
- 2012—13 - Vice-campeão da Etapa de Belo Horizonte do Circuito Brasileiro
- 2012 - Vice-campeão da Etapa Challenger de Aracaju do Circuito Brasileiro
- 2012 - Vice-campeão da Etapa Challenger de Campo Grande do Circuito Brasileiro
- 2012 - Campeão da Etapa do Rio Grande do Norte do Circuito Estadual Banco do Brasil
- 2012 - Campeão da Etapa do Distrito Federal do Circuito Estadual Banco do Brasil
- 2011—12 - Campeão da etapa chilena do Circuito Sul-Americano
- 2011—12 - Vice-campeão da etapa brasileira do Circuito Sul-Americano
- 2011 - 4º Lugar no Aberto de Quebec,  Canadá
- 2011 - Campeão da Etapa de Natal do Circuito Estadual Banco do Brasil
- 2010 - 4º Lugar da Etapa de Goiânia do Circuito Estadual Banco do Brasil
- 2010 - Campeão Brasileiro Sub-21
- 2009 - Campeão da Etapa de Alagoas do Circuito Estadual Banco do Brasil
- 2009 - Campeão da Etapa do Rio Grande do Norte do Circuito Estadual Banco do Brasil
- 2009 - Campeão da Etapa do Piauí do Circuito Estadual Banco do Brasil
- 2009 - Campeão da Etapa do Maranhão do Circuito Estadual Banco do Brasil
- 2009 - Campeão Brasileiro Sub-21
- 2008 - Campeão Brasileiro Sub-21
- 2008 - Campeão Brasileiro Sub-19
- 2007 - Vice-campeão Brasileiro Sub-21
- 2007 - 3º Lugar no Campeonato Brasileiro Sub-19

## Premiações individuais
- MVP do Campeonato Mundial Militar de 2017[7]
- MVP do Campeonato Mundial de 2013[5]